# Marianca de Jos
Marianca de Jos es una comuna y localidad de Moldavia en el distrito (raión) de Ștefan Vodă.

## Geografía
Se encuentra a una altitud de 80 m s. n. m. a 99 km de la capital nacional, Chisináu.

## Demografía
En el censo 2014 el total de población de la localidad fue de 516 habitantes.